# عدد وحش

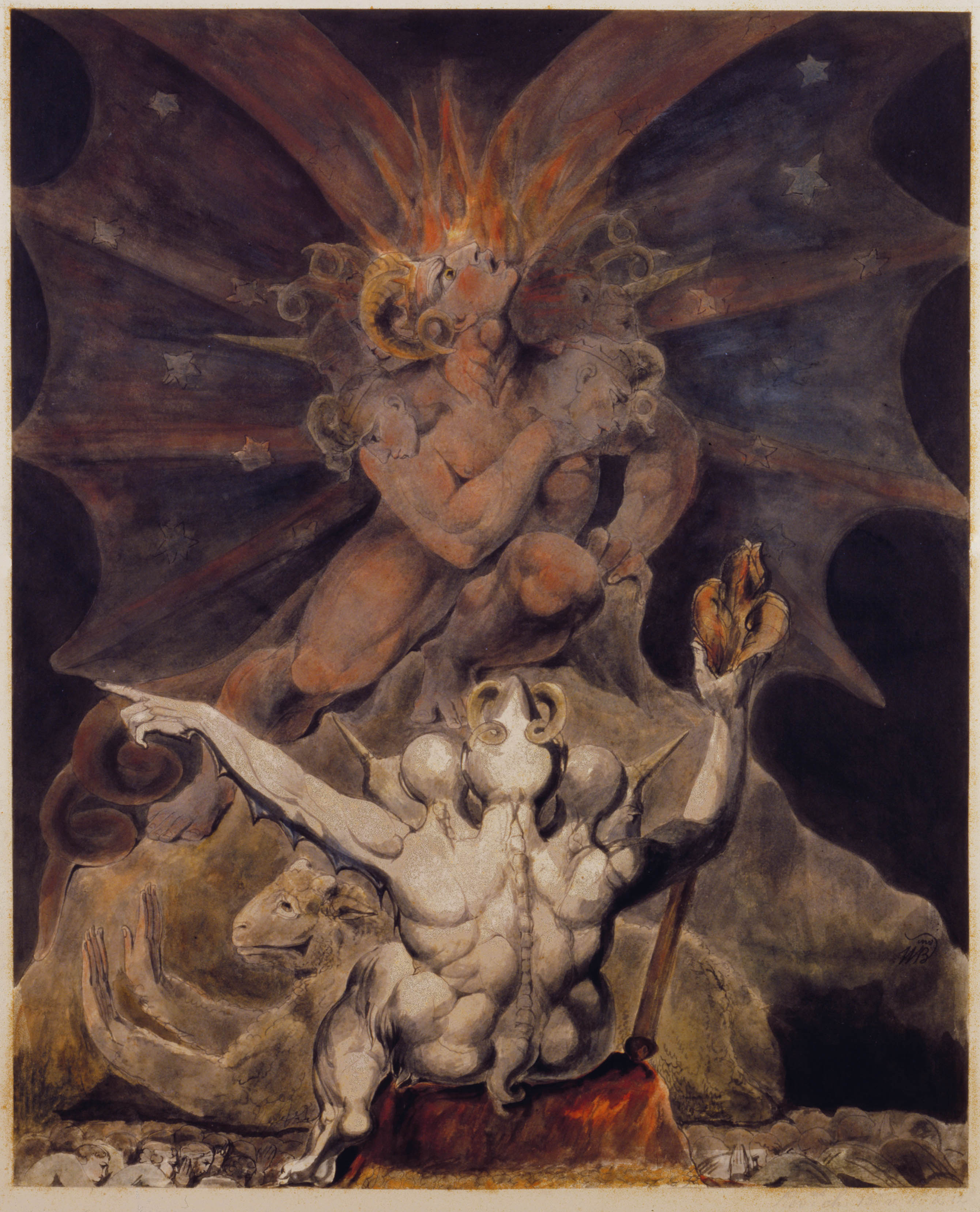
عدد وحش ۶۶۶ است کشیده شده توسط ویلیام بلیک.

عدد وحش مفهومی برگرفته از کتاب مکاشفه یوحنا در عهد جدید، یکی از کتب مقدس مسیحیان می‌باشد. در اکثر نسخ موجود این عدد ۶۶۶ ذکر شده و در ترجمه‌های نوین کتاب مقدس بازتاب پیدا کرده‌است. البته شک‌هایی در مورد صحت ۶۶۶ وجود دارد چون قدیمی‌ترین نسخه موجود از کتاب مکاشفه یوحنا، پاپیروس ۱۱۵ از قرن سوم میلادی، عدد ۶۱۶ را به کار می‌برد. برخی از دانشوران بر این عقیده هستند که عدد ۶۶۶ کد مربوط به نرون (Nero)، امپراتور روم، است. بقیه آن را عدد ۶۱۶ که کدی برای امپراتور رومی کالیگولا (Caligula) در نظر می‌گیرند.